# Le comiche 2
 Le comiche 2 è un film italiano del 1991 diretto da Neri Parenti.

## Trama

### Prologo
Un addetto ai manifesti deve rimuovere il manifesto del film Le comiche, con le figure di Paolo e Renato che, improvvisamente, si muovono ed escono dal manifesto guidando un'ambulanza vestiti da infermieri.

### Gli infermieri
I due, appena usciti dal manifesto, si sbarazzano d'un invadente lavavetri posto sul cofano e allertati per un'emergenza arrivano sul luogo d'un incidente ma, anziché soccorrere un motociclista infortunato, investono e trasportano per sbaglio un avvocato, al quale viene messa una maschera di Minni e data una botta in testa con una bombola d'ossigeno.
Dopo il rocambolesco trasporto all'ospedale, l'avvocato si troverà erroneamente in sala di chirurgia plastica, dove gli vengono impiantate delle protesi mammarie. I due vengono inseguiti da una folla inferocita per aver distrutto una statua della Madonna mentre erano alla guida dell'ambulanza, cambiando diversi reparti ed uscendone da ciascuno con le relative sintomatologie; infine irromperanno nel reparto Malattie tropicali e tutti ne usciranno travestiti da ballerine brasiliane.

### Le Guardie Giurate
I due sono guardie giurate in servizio notturno presso un grande magazzino. Ricevuta una segnalazione d'un furto nelle vicinanze, arrestano invece un uomo completamente ubriaco ma estraneo al fatto e consegnano le loro stesse armi, credute erroneamente in possesso dell'uomo, ad una gazzella di passaggio. Disarmati, entrano nel magazzino e si procurano armi improvvisate tra cui mazze da baseball, trapano, fiocina e petardi.
Nella ricerca, Paolo viene quasi sbranato da un cane mentre Renato colpisce un manichino vestito da lottatore di kendo, che fugge dolorante. Trovano il vero criminale, ma si rivela un energumeno assassino e gli inseguitori diventano gli inseguiti: fuggono su di un cornicione esterno e, fortunosamente, riescono a buttarlo di sotto sfruttando un campanile, con il ladro che precipita in un furgone dei carabinieri; entrambi poi prendono fuoco a causa dell'improvvisa accensione dei petardi nelle tasche e sono costretti a buttarsi in una fontana.

### I piloti
Paolo e Renato sono proprietari d'una scalcinata linea aerea che ha a disposizione un piccolo aereo diretto a Francoforte sul Meno. Paolo ruba carburante da altri aerei, finendo per dare fuoco ad un uomo; si nasconde quindi dentro una turbina aerea, che viene fatta accendere per una prova. I passeggeri del volo che devono condurre i due casinisti comprendono un prete cieco, uno spilungone che pratica il basket, una donna obesa, due gemelli siamesi, un uomo con una gamba rotta e l'avvocato del primo episodio, che ora, dopo l'equivoco in ospedale, è dotato di seni. Durante la partenza, viene premuto il tasto d'apertura del bagagliaio e tutti i bagagli vengono improvvisamente scagliati fuori.
All'aeroporto di Milano i due piloti crederanno d'esser arrivati a destinazione e virano verso il Marocco. Tutti i passeggeri vengono spinti giù dall'aereo uno dopo l'altro per errore. L'ultimo superstite è l'avvocato, che rimane in biancheria intima, indossando un reggiseno e cade anche lui dall'aereo finendo dentro un ospedale, dove viene scambiato per transessuale e subisce erroneamente una vaginoplastica.
Infine i due precipitano a loro volta, finendo in un fortino della legione straniera nel Sahara, concludendo così la prima parte del film.

### I soldati-terroristi
Appena arruolati nella legione straniera, Renato e Paolo finiscono per ferire più volte un colonnello e per punizione vengono appesi sei ore ad alcune parti del corpo (pollici delle mani, alluci dei piedi e genitali). Vengono poi scelti per una missione suicida che fa piangere Renato: con una bomba a mano devono far saltare in aria alcuni leader dei predoni tuareg ribelli.
Nel villaggio dei predoni vengono catturati e condannati a morte: i due grazie all'aiuto dell'avvocato, ora un'odalisca nell'harem, fuggono nel deserto, dove incontrano il Papa e ne approfittano per rubare la papamobile, per poi imbattersi nella Parigi-Dakar che sarà poi vinta dal pontefice.

### I Babbi Natale
I due lavorano come Babbi Natale in un grande magazzino. Dopo una conta truccata, Renato è ingaggiato dal maggiordomo di un ricco giudice per fare una sorpresa alla sua famiglia la notte di Natale. Paolo lo segue di nascosto ed i due finiscono col combinare solo pasticci ed incendiano la villa rovinando la festicciola; i due fuggono a bordo di una volante della polizia e vengono subito inseguiti.

### Epilogo
I due attraversano a bordo della stessa auto della polizia alcuni luoghi improbabili come un autobus ed un parco acquatico; infine si fermano vicino al loro manifesto, dal quale sfratteranno con violenza un'infermiera che fa pubblicità di pannolini e si riprenderanno il cartellone, sul quale appaiono con dei pannoloni e la scritta Le comiche 3, lasciando intendere che il film avrà un seguito (Le nuove comiche).

## Produzione
Le riprese sono cominciate nell'agosto 1991. Il film è stato distribuito per la stagione natalizia del 1991.
Sono girate voci che Renato Pozzetto non abbia apprezzato la locandina principale del film in cui lui e Villaggio appaiono come due neonati con i pannoloni, disertando addirittura le cerimonie di presentazione del film stesso.

### Riprese
- Le scene del prologo e della parte finale del film, con l'attacchino, furono girate presso il Piazzale 12 Ottobre 1492, lungo l'Air Terminal di Roma Ostiense;
- diverse scene dell'episodio degli infermieri sono state girate a Roma al quartiere EUR;
- i grandi magazzini Standa lungo via Cola di Rienzo a Roma, oggi Coin, furono il set principale dell'episodio delle guardie giurate;
- l'Aeroporto di Roma-Ciampino funse da prima parte dell'episodio dei piloti;
- le scene dell'episodio dei soldati-terroristi furono girate in Tunisia nei pressi di Tozeur; a Tunisi invece, fu utilizzato il collegio Sadiki per le scene dell'ospedale di Casablanca;
- Villa Miani, a Roma, fu utilizzata per le scene della festa natalizia.

### Riferimenti alla realtà
- I magazzini controllati sono appartenenti alla Standa, catena rilevata in quegli anni da Silvio Berlusconi;
- Quando il pilota Renato riceve una chiamata da parte di albanesi dicendo di essere in 6.000 a dover viaggiare da Tirana per Francoforte sul Meno (con la risposta "Eh no, seimila no! Ci vuole una nave!"), il riferimento è alle vicende della nave Vlora, protagonista di un imponente sbarco di quasi 20.000 albanesi stessi a Bari l'8 agosto 1991, proprio nei giorni in cui cominciavano le riprese del film stesso[1];

### Riferimenti alla comicità classica
Diversi sono i Riferimenti alle comiche classiche americane di Stanlio e Ollio, l'episodio dei "Metronotte" è tratto dalla Ronda di mezzanotte (1933), mentre l'episodio della Legione straniera da Allegri legionari (1931); il capitombolo dei Babbi Natale dentro la canna fumaria è un chiaro riferimento ad una scena del corto Alchimia (1933), mentre la sequenza finale del primo piano dell'automobile è tratta da Una pallottola spuntata.